# Södermanlands runinskrifter 261
Södermanlands runinskrifter 261 är en runsten i Södra Beteby, Österhaninge socken på Södertörn. Den står söder om gården i en ängsbacke på västra sidan om Husbyån.
Runstenen avbildades på 1600-talet men ristningen är dessvärre oläslig och består av en mängd runor och runlika tecken. Förmodligen är den ristad av en ej läskunnig person, som för att höja gårdens status lät resa den på en väl synlig plats. Denna typ av runinskrifter brukar kallas nonsensinskrifter. Dess höjd är 240 centimeter och bredden 60 centimeter.
Ornamentiken är naivt utformad med en glosögd runorm sedd i fågelperspektiv och vars nos pekar mot ett enkelt kristet kors. Runstenen står utmed Husbyån som under vikingatiden passerade ett flertal av Kyrkbygdens större byar. Öster om runstenen är ett gravfält från yngre järnåldern och längre bort i skogen åt väster står Sö 260. Nästa runsten utmed Husbyån var den nu försvunna Sö 263.